# Liste der Baudenkmäler im Bonner Ortsteil Duisdorf
Die folgende Liste enthält in der Denkmalliste ausgewiesene Baudenkmäler auf dem Gebiet des Bonner Ortsteils Duisdorf im Stadtbezirk Hardtberg.
Hinweis: Die Reihenfolge der Denkmäler in dieser Liste orientiert sich an den Straßennamen und ist alternativ nach Hausnummern, Denkmallistennummer oder Bezeichnung sortierbar.
Basis ist die offizielle Denkmalliste der Stadt Bonn (Stand: 15. Januar 2021), die von der Unteren Denkmalbehörde geführt wird. Grundlage für die Aufnahme in die Denkmalliste ist das Denkmalschutzgesetz Nordrhein-Westfalens.
| Bild                                                      | Bezeichnung | Lage                                                        | Beschreibung                                                         | Bauzeit                       | Eingetragen seit | Denkmal- nummer |
| --------------------------------------------------------- | --- | ----------------------------------------------------------- | -------------------------------------------------------------------- | ----------------------------- | ---------------- | --------------- |
| BW                                                        | | Alte Straße 39 Karte                                        |                                                                      |                               |                  | A 3196          |
| Burg Medinghoven                                          | Burg Medinghoven | An der Burg Medinghoven 15 Karte                            | villenähnliches Herrenhaus                                           | 1834, 1896                    |                  | A 4081          |
| BW                                                        | | An der Burg Medinghoven 17 Karte                            | Hofanlage                                                            |                               |                  | A 3945          |
| BW                                                        | | An der Burg Medinghoven 21 Karte                            |                                                                      |                               |                  | A 3947          |
| weitere Bilder                                            | Kurfürstliche Brunnenanlage | An der Kurfürstenquelle 1 Karte                             |                                                                      |                               |                  | A 492           |
| BW                                                        | | Bahnhofstraße 5 Karte                                       |                                                                      |                               |                  | A 339           |
| BW                                                        | | Brunnenstraße 4 Karte                                       |                                                                      |                               |                  | A 2072          |
| BW                                                        | Katholische Pfarrkirche „St. Augustinus“ | Gottfried-Kinkel-Straße (11) Karte                          |                                                                      |                               |                  | A 3953          |
| „Alte Schule“ Duisdorf, ehemalige Katholische Volksschule | „Alte Schule“ Duisdorf, ehemalige Katholische Volksschule | Kirchplatz 6–8 Karte                                        |                                                                      |                               |                  | A 3846          |
| KGS „Rochusschule“                                        | KGS „Rochusschule“ | Rochusstraße 179 Karte                                      |                                                                      |                               |                  | A 3902          |
| weitere Bilder                                            | Gesamtanlage katholische Pfarrkirche „St. Rochus“ Duisdorf einschließlich Pfarrhaus und Kaplanei sowie Teile der erhaltenen Ziegelsteinmauer des Pfarrbereichs | Rochusstraße 223/225 / Kirchplatz 4 / Weierbornstraße Karte | Architekten: Paul Richard Thomann (1860–1862), Toni Kleefisch (1955) | 1860–1862, 1955 (Erweiterung) |                  | A 3848          |
| weitere Bilder                                            | Kulturzentrum | Rochusstraße 276 Karte                                      |                                                                      |                               |                  | A 4101          |
| Stellwerk Bonn-Duisdorf                                   | Stellwerk Bonn-Duisdorf | Rochusstraße 400 Karte                                      |                                                                      | 1953                          | 2010             | A 4065          |
| BW                                                        | Ehemalige evangelische Volksschule Duisdorf/Lengsdorf | Schieffelingsweg 2 / Villemombler Straße Karte              |                                                                      |                               |                  | A 2032          |
|                                                           | | Schmittstraße 1 Karte                                       |                                                                      |                               |                  | A 2805          |
|                                                           | | Schmittstraße 5 Karte                                       |                                                                      |                               |                  | A 1657          |
| BW                                                        | | Schmittstraße 49 Karte                                      | Denkmalgeschützt: Teile der Hofanlage                                |                               |                  | A 4170          |
| weitere Bilder                                            | Ehemaliges Dienstgebäude der Amtsverwaltung Duisdorf | Villemombler Straße 1 / Rochusstraße Karte                  |                                                                      | 1905                          | 1982             | A 684           |
| BW                                                        | | Villemombler Straße 3 Karte                                 |                                                                      |                               |                  | A 4147          |
| BW                                                        | | Weierbornstraße 19 Karte                                    |                                                                      |                               |                  | A 559           |
|                                                           | | Weißstraße 2 / Schmittstraße Karte                          |                                                                      |                               |                  | A 1759          |
|                                                           | | Weißstraße 4 Karte                                          |                                                                      |                               |                  | A 1637          |
|                                                           | | Witterschlicker Straße 4–6 Karte                            | Denkmalgeschützt: äußeres Gefüge und Dachform                        |                               |                  | A 105           |
|                                                           | | Witterschlicker Straße 7 Karte                              |                                                                      |                               |                  | A 123           |
|                                                           | | Witterschlicker Straße 9 Karte                              |                                                                      |                               |                  | A 668           |